# 雙峰 CLEAVAGE
《雙峰 CLEAVAGE》（クレイヴィジ）是一款由Empress發行的日本成人遊戲，2005年2月18日在日本發售。2006年推出兩集改編OVA。

## 劇情
高中一年級生藤堂優斗（藤堂優斗）時常被義姊瑛里華（瑛里華）捉弄。但同時內心也對義姊抱有慾望。某日，優斗與瑛里華以意想不到的方式越界。但未料兩人的關係被才貌兼具的女教師市之瀨沙夜香（市ノ瀬 沙夜香）發現，藉此威脅優斗成為她的玩具。

## 製作
遊戲原畫來自聖少女，鏡裕之擔任遊戲劇本作家，NAKED LOVERS負責音樂作曲。

## 外部連結
- 官方网站（日語）
- 互联网电影数据库（IMDb）上《雙峰 CLEAVAGE》的资料（英文）